# Nototriton major
Nototriton major là một loài kỳ giông trong họ Plethodontidae. Trong tiếng Anh nó thường được gọi là Plantanillo Gorge Salamander.
Nó là loài đặc hữu của Costa Rica.
Môi trường sống tự nhiên của chúng là vùng núi ẩm nhiệt đới hoặc cận nhiệt đới.
Nó bị đe dọa do mất môi trường sống.